# Klöntalersee
De Klöntalersee is een meer in het Klöntal in het Zwitserse kanton Glarus. Het meer ligt op een hoogte van 848 meter en heeft een oppervlakte van 3,3 km². De Klöntalersee ontstond als gevolg van een aardverschuiving. Sinds 1908 wordt het gebruikt als een bekken voor het opwekken van elektriciteit, waarmee de Klöntalersee het oudste stuwmeer is van het land. Als gevolg van de bouw van de stuwdam hiervoor steeg het waterniveau aanzienlijk.
Het meer wordt voornamelijk gevoed door de rivier de Chlü (Glarnerduits: Klön). De rivier de Löntsch, die bij Netstal uitmondt in de Linth, ontstaat in het meer.
Het meer is bekend vanwege het spiegelgladde oppervlak, waarin de bergen rondom worden weerspiegeld. Aan het meer liggen de campings Güntlenau en Vorauen van de tentclub Glarnerland (ZKG)

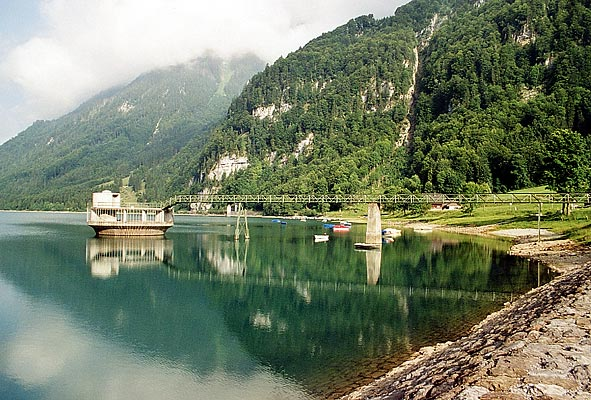
Klöntalersee
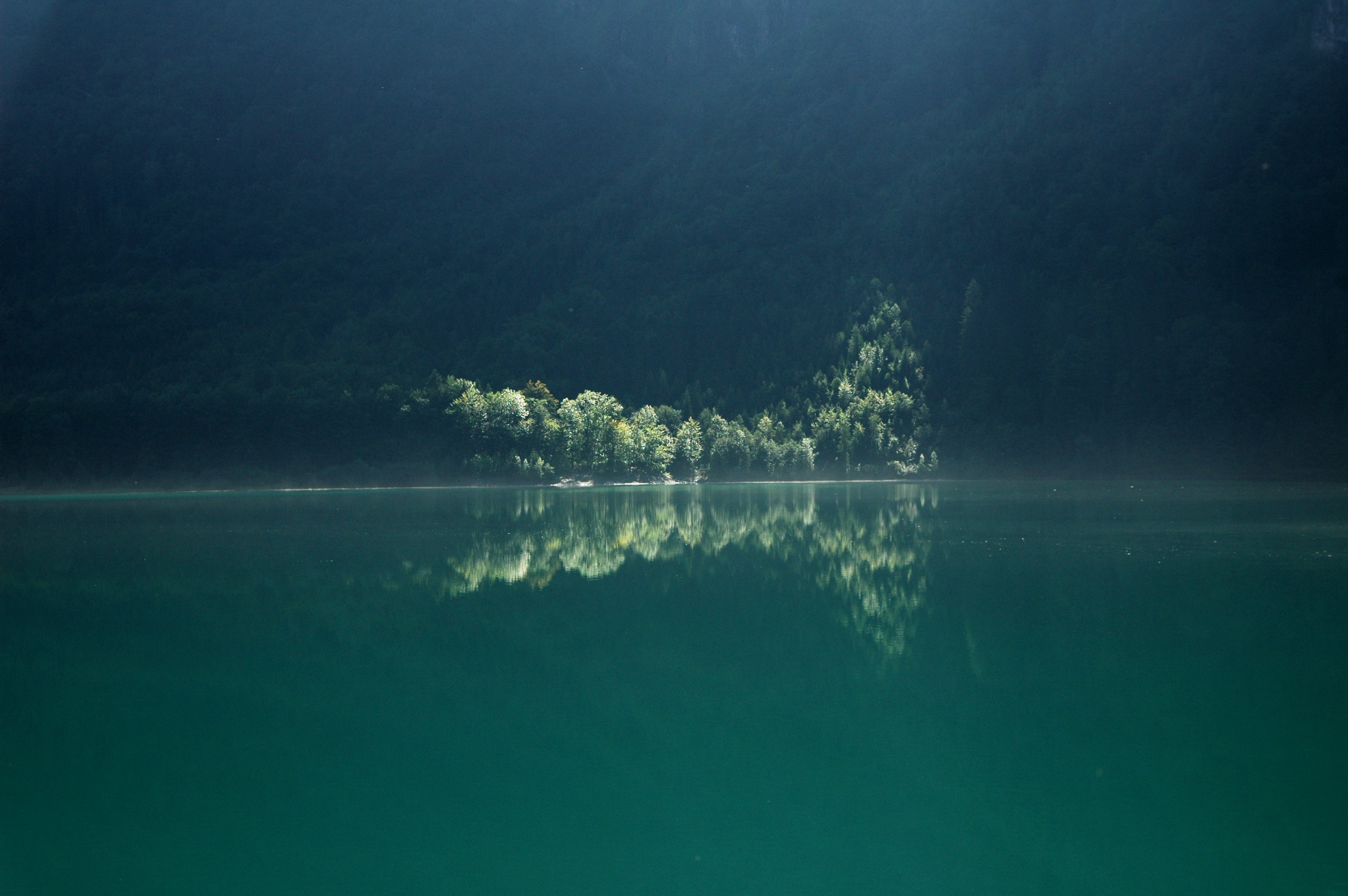
Waterspiegeling
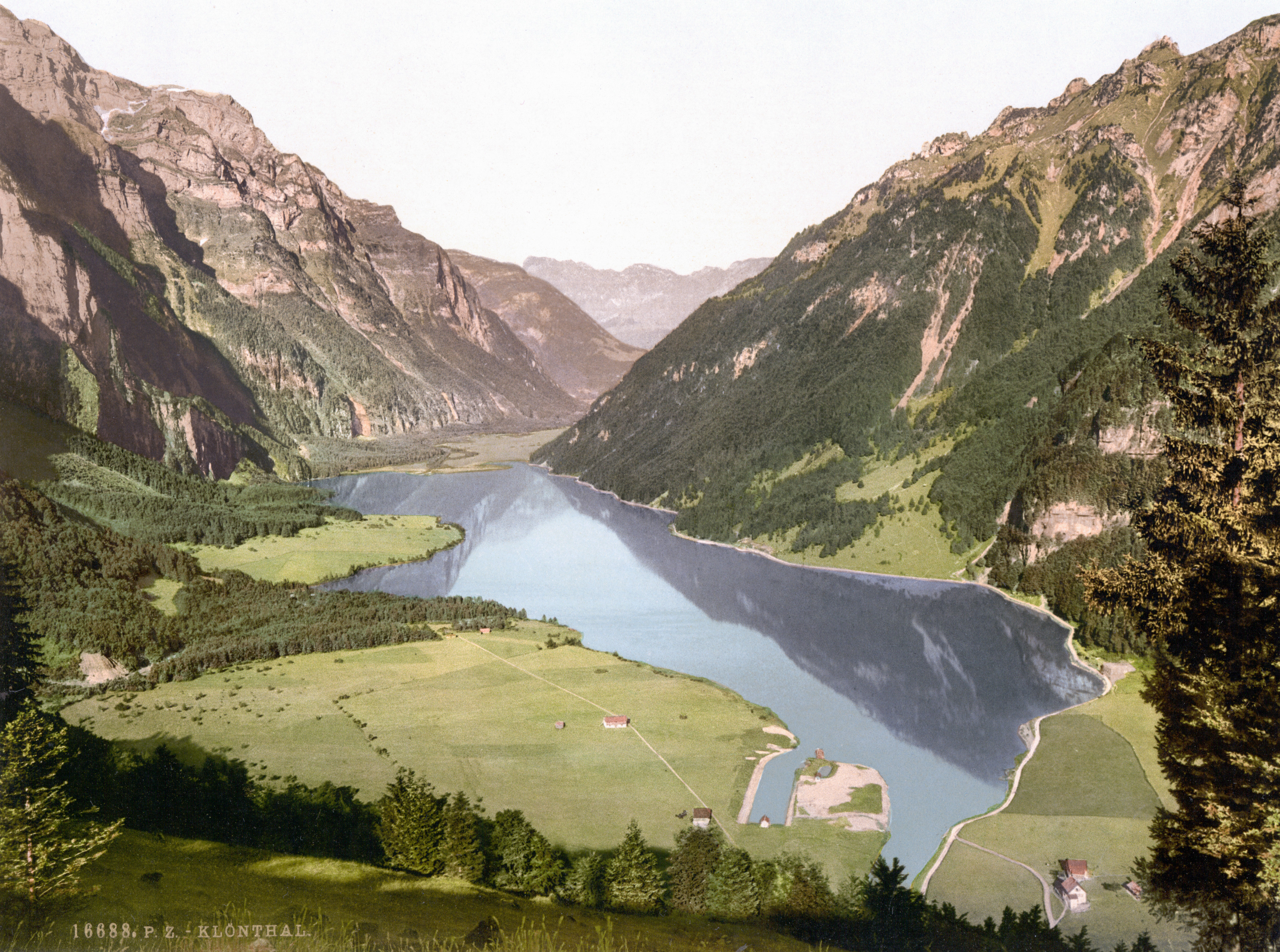
Klöntalersee eind 19e eeuw

Klöntalersee (onder) en Wägitalersee (boven) op de nationale kaart van Zwitserland (1:25.000)